# Wyklęta córka
Wyklęta córka (jid. Di fersztojsene tochter) – polski film fabularny z 1915 roku w języku jidysz, oparty na utworze Abrahama Goldfadena.

## Obsada
- Helena Gotlib
- Michał Apfelbaum
- Adolf Berman
- Herman Fiszelewicz
- Wiera Kaniewska
- Abraham Kaminer
- Michał Klein
- Michał Mordechaj